# Jean-Michel Jarre
Jean-Michel Jarre (punim imenom: Jean-Michel André Jarre), (Lyon, 24. kolovoza 1948.) francuski je skladatelj i izvođač elektroničke glazbe. Sin je francuskog skladatelja i dirigenta Mauricea Jarrea. Slavu je stekao albumom Oxygène iz 1976. godine.
Poznat je po scenskim efektima svojih, uglavnom masovnih koncerata koji se najčešće održavaju na otvorenom (tzv. Open Air). Isti se sastoje od kombinacije složenih laserskih sustava i vatrometa te poglavito stapanja arhitekture i glazbe.
Do 2004. godine prodao je više od 80 milijuna nosača zvuka.

## Značajni koncerti
| Naziv                        | Datum                    | Broj posjetitelja | Mjesto održavanja      | Događaj                              |
| ---------------------------- | ------------------------ | ----------------- | ---------------------- | ------------------------------------ |
| Place de la Concorde         | 14. srpnja 1979.         | 1 milijun         | Trg sloge, Paris       | Državni praznik (Pad Bastille)       |
| Concerts in China            | 21. – 29. listopada1981. | 0,22 milijuna     | Peking, Šangaj         |                                      |
| Houston – A City in Concert  | 5. travnja 1986.         | 1,5 milijuna      | Houston                | 150. obljetnica grada                |
| Lyon – Concert for the Pope  | 5. listopada 1986.       | 0,8 milijuna      | Lyon                   | Posjet Svetog Oca Ivana Pavla II.    |
| Destination Docklands        | 8. – 9. listopada 1988.  | 0,4 milijuna      | London                 |                                      |
| Paris La Defense             | 14. srpnja 1990.         | 2,5 milijuna      | La Defense, Paris      | 200. obljetnica Francuske revolucije |
| Concert for Tolerance        | 14. srpnja 1995.         | 1,25 milijuna     | Eiffelov toranj, Paris | 50. obljetnica organizacije UNESCO   |
| Oxygene in Moscow            | 6. rujna 1997.           | 3,5 milijuna      | Moskva                 | 850. obljetnica grada                |
| Electronic Night             | 14. srpnja 1998.         | 0,8 milijuna      | Eiffelov toranj, Paris | Državni praznik (Pad Bastille)       |
| The Twelve Dreams of the Sun | 31. prosinca 1999.       | 0,12 milijuna     | Giza                   | Proslava ulaska u novo tisućljeće    |
| Solidarnosc                  | 26. kolovoza 2005.       | 0,17 milijuna     | Gdanjsk                |                                      |
| Monaco                       | 1. srpnja 2011.          | 0,12 milijuna     | Monako                 | Vjenčanje Alberta II. od Monaka      |

## Fotografije koncerata
- Konzert u Houstonu, 5. travnja 1986.
- Koncert u Bruxellesu 24. kolovoza 1993.
- Koncert u Moskvi, 6. rujna 1997.
- Jean Michel Jarre 30. svibnja 2009.
- Koncert u Santiago de Compostela 31. srpnja 2010.
- Koncert u Santiago de Compostela 31. srpnja 2010.
- Koncert u Santiago de Compostela 31. srpnja 2010.
- Koncert u Santiago de Compostela 31. srpnja 2010.

## Diskografija

### Studijski albumi
- 1973. – Deserted Palace
- 1973. – Les Granges Brûlées
- 1976. – Oxygène
- 1978. – Équinoxe
- 1981. – Les Chants Magnétiques
- 1983. – Musique pour Supermarché
- 1984. – Zoolook
- 1986. – Rendez-Vous
- 1988. – Revolutions
- 1990. – En attendant Cousteau
- 1993. – Chronologie
- 1997. – Oxygène 7–13
- 2000. – Métamorphoses
- 2001. – Interior Music
- 2002. – Sessions 2000
- 2003. – Geometry of Love
- 2007. – Téo & Téa
- 2007. – Oxygène: New Master Recording
- 2015. – Electronica 1: The Time Machine
- 2016. – Electronica 2: The Heart of Noise
- 2016. – Oxygène 3
- 2017. – Radiophonie vol. 9
- 2018. – Equinoxe Infinity
- 2019. – Snapshots from Eon
- 2021. – Amazônia
- 2022. – Oxymore

## Privatni život
Od 1978. do 1998. bio je u braku s engleskom glumicom Charlotte Rampling, s kojom ima sina. 2002. godine zaručilo se s francuskom glumicom Isabelle Adjani. Prekid tih zaruka 2004. godine tada je snažno odjeknuo u francuskim medijima.
Od 2008. godine počasni je doktor nauka.

## Zanimljivosti
- Godine 1983. snimio je album Musique pour Supermarchés čije je prvo i jedino izdanje imalo samo jedan primjerak. Dozvolio je lokalnoj radio postaji emitiranje glazbe s tog albuma kojeg je kasnije na dražbi prodao kao jedini primjerak po cijeni od 10.000 britanskih funti. Taj korak napravio je sveze neslaganja s tadašnjom glazbenom industrijom. Slušatelji su bili u mogućnosti snimiti glazbu na audio kazete, ali uz izuzetno slabu kvalitetu. Kompozicije s ovog albuma Jean-Michel Jarre je koristio u svojim kasnijim glazbenim ostvarenjima.
- U listopadu 1981. godine, Jean-Michel Jarre je bio prvi glazbenik iz zapadnog svijeta kojem je bilo dozvoljeno održati koncert u Narodnoj Republici Kini.
- Dana 6. rujna 1997. godine održao je koncert u Moskvi na kojem je prisustvovalo 3,5 milijuna posjetitelja. Taj koncert i danas slovi za najposjećeniji u povijesti.
- Asteroid (4422) Jarre je dobio ime po Jean-Michel Jarreu i njegovom ocu Mauriceu Jarreu.
- Svoj prvi, i za sada jedini, koncert u Hrvatskoj održao je 11. listopada 2011. godine u Areni Zagreb.[2]

## Vanjske poveznice
- Jean-Michel Jarre u internetskoj bazi filmova IMDb
- Službena mrežna stranica